# Илона Силади
Илона Силади (на унгарски: Szilágyi Jusztina) е унгарска аристократка, втората съпруга на Влад Дракула. Сестра на крал Матияш Корвин.
Илона има четири брака. Първоначално Матияш Корвин я омъжва за Вацлав Понграц от влиятелен род в Горна Унгария (днес Словакия). Останала вдовица през 1474 г. тя се омъжва за Влад Дракула, когото Корвин признава за законен владетел на Влашко през 1475 г. През следващата година Дракула загива в битка и за да закрепи властта си над Трансилвания, Илона се омъжва за Павeл Шуки. За пореден път овдовяла през 1479 г. тя сключва брак с Йон Ерделей. Умира през 1497 г.
Според някои хипотези Илона ражда на Влад Дракула двама сина - Михаил и Михня I Реу, според други - бракът им е бездетен.